# Han Pingdi
Han Pingdi (chinesisch 汉平帝, Pinyin Hàn Píngdì; * 9 v. Chr.; † 6 n. Chr.) war ein Kaiser der chinesischen westlichen Han-Dynastie.

## Kaiser
Mit neun Jahren bestieg Pingdi den Thron als Nachfolger seines Cousins Han Aidi, der kinderlos verblieben war. Pingdi wurde mit einer Tochter von Wang Mang verheiratet. Er wurde vergiftet und starb mit 15 Jahren an den Folgen der Vergiftung. Da auch er kinderlos verblieb, ging nach seinem Tod die Nachfolge an Ru Zi.